# Junior Saintel
Junior Saintel (18 de octubre de 1995, Somers Point, Nueva Jersey), es un baloncestista estadounidense que posee la nacionalidad haitiana y juega en la posición de ala-Pívot en las filas del CB Zamora de Primera FEB. 

## Carrera deportiva
Es un jugador formado en la Holy Spirit High School de Absecon, en Nueva Jersey, antes de ingresar en 2014 en el Chipola College de Marianna en Florida, donde jugaría dos temporadas la NCAA, desde 2014 a 2016.
En 2016, ingresa en la Universidad de Stony Brook, situada en Stony Brook, Nueva York, donde jugaría dos temporadas la NCAA con los Stony Brook Seawolves, desde 2016 a 2018. 
En la temporada 2018-19, llega a España para jugar en el Club Baloncesto Clavijo de la Liga LEB Plata.
En la temporada 2019-20, firma por el CB Prat de la Liga LEB Plata.
En la temporada 2020-21, firma por el FC Barcelona Baloncesto B de la Liga LEB Plata.
En la temporada 2021-22, firma por el Grupo Alega Cantabria de la Liga LEB Plata.
El 20 de julio de 2023, firma por el CB Prat de la Liga LEB Plata.
El 29 de febrero de 2024, firma por el Albacete Basket de la Liga LEB Plata.
El 28 de agosto de 2024, firma por el CB Zamora de Primera FEB.